# Marjory Stephenson
Marjory Stephenson (ur. 24 stycznia 1885 w Burwell (Cambridgeshire), zm. 12 grudnia 1948 w Cambridge) – brytyjska  biochemiczka i mikrobiolożka, badaczka metabolizmu bakterii, autorka podręcznika dla mikrobiologów Bacterial Metabolism (1930), założycielka Society for General Microbiology. Była jedną z dwóch pierwszych kobiet, którym przyznano członkostwo w Royal Society.

## Życiorys

### Dzieciństwo i edukacja
Marjory Stephenson urodziła się w Burwell w Cambridgeshire jako najmłodsze dziecko właściciela cementowni Roberta Stephensona i Sarah Rogers. Najpierw była edukowana w domu (jak później twierdziła, swoje zainteresowania naukowe zawdzięczała guwernantce, Annie Botwright   
), a następnie uczęszczała do Berkhamsted School for Girls w Hertfordshire. W 1903 roku dostała się do żeńskiego Newnham College w Cambridge, gdzie uczęszczała na zajęcia z chemii, fizjologii i biologii. Kobiety nie miały wówczas dostępu do chemicznych i biologicznych laboratoriów Uniwersytetu w Cambridge, zatem Stephenson korzystała z własnych laboratoriów Newnham College.   

### Początki działalności naukowej i społecznej
Początkowo Stephenson zamierzała studiować medycynę, ale musiała zmienić plany ze względu na brak funduszy. Została nauczycielką nauki gospodarstwa domowego, najpierw w Gloucester County Training College, a następnie w londyńskim King's College of Household Science. Pozycję w laboratorium naukowym w University College London zaoferował jej biochemik Robert Plimmer. Stephenson zajmowała się tam metabolizmem tłuszczów.
Po wybuchu Pierwszej Wojny Światowej Stephenson dołączyła do brytyjskiego Czerwonego Krzyża. Prowadziła kuchnie szpitalne we Francji, a następnie kierowała działalnością kuchni Czerwonego Krzyża w Salonikach. W grudniu 1918 roku otrzymała Order Imperium Brytyjskiego piątej klasy. W wyniku swoich doświadczeń podczas wojny, Stephenson zaangażowała się w ruch pacyfistyczny.

### Działalność naukowa
Gdy Marjory Stephenson powróciła do pracy naukowej po zakończeniu wojny, znalazła zatrudnienie w laboratorium Fredericka Hopkinsa w Cambridge, gdzie wkrótce zaczęła całkowicie samodzielne badania naukowe. Początkowo badała witaminy rozpuszczalne w tłuszczach, a następnie zajęła się metabolizmem bakterii. Opracowała nowe metody ekstrakcji enzymów z bakterii. Wraz z Leonardem Sticklandem zidentyfikowała bagienne bakterie odpowiedzialne za redukcję siarczanów i rozkład kwasu mrówkowego. Prawdopodobnie jako pierwsza wyizolowała czystą kulturę archeonów.

## Nagrody, odznaczenia i upamiętnienia
W grudniu 1918 roku otrzymała Order Imperium Brytyjskiego piątej klasy. W 1945 jako jednej z pierwszych dwóch kobiet przyznano jej członkostwo w Royal Society. W Society for General Microbiology wygłaszany jest co dwa lata wykład jej imienia i przyznawana nagroda.